# Tonia Williams
Tonia Williams (1966) es una deportista británica que compitió en remo. Ganó tres medallas en el Campeonato Mundial de Remo entre los años 1992 y 1994.

## Palmarés internacional
| Campeonato Mundial | Campeonato Mundial            | Campeonato Mundial | Campeonato Mundial        |
| Año                | Lugar                         | Medalla            | Prueba                    |
| ------------------ | ----------------------------- | ------------------ | ------------------------- |
| 1992               | Montreal (Canadá)             | Medalla de plata   | Cuatro sin timonel ligero |
| 1993               | Račice (República Checa)      | Medalla de oro     | Cuatro sin timonel ligero |
| 1994               | Indianápolis (Estados Unidos) | Medalla de plata   | Cuatro sin timonel ligero |